# RCS Sport
RCS Sport — итальянская спортивная и медиа-компания, специализирующаяся на организации спортивных мероприятий и маркетинге прав на спорт.

## История
Компания начала свою деятельность 22 марта 1989 года, отделившись от спортивной газеты La Gazzetta dello Sport, но оставаясь их организационным подразделением. Является частью RCS MediaGroup. Организует некоторые из крупнейших в Италии соревнований по шоссейному велоспорту, а также мероприятия, не связанные с велоспортом. Помимо этого предлагает консультации и сотрудничество с другими спортивными организациями помогая в проведении мероприятий.

## Мероприятия

### Шоссейный велоспорт
В разное время организовывала мужские и женские гонки, в основном итальянские, которые проводились в рамках различных международных сезонных соревнований. Некоторые из гонок прекратили своё существование.

#### Мужские
гранд-тур
- Джиро д’Италия

монументальные гонки
- Милан — Сан-Ремо
- Джиро ди Ломбардия

однодневные велогонки
- Милан — Турин
- Гран Пьемонте
- Страде Бьянке
- Рома Максима

многодневные велогонки
- Тиррено — Адриатико
- Джиро ди Сицилия
- Тур ОАЭ
- Тур Абу Даби
- Тур Дубая

#### Женские
однодневные велогонки
- Примавера Роза
- Страде Бьянке Донне

### Баскетбол
Является коммерческим консультантом Итальянской федерации баскетбола (национальной сборной Италии по баскетболу) и организует основные мероприятия баскетбольной лиги A Series (Final8, All Star Game и Supercoppa Italiana). В 2012 году заключила партнерское соглашение с NBA для организации итальянского этапа NBA Europe Live Tour.

### Гольф
Совместно с Итальянской федерации гольфа в 2011 и 2012 годах организовала турнир Italian Open который был частью турнира PGA European Tour.

### Массовые мероприятия
Организует Миланский марафон (ИААФ). А также забеги StrongmanRun «Друг рыбака» в Италии, Color Run и Gran Fondo Giro d’Italia.

### Пляжный волейбол
Организовывала чемпионат Италии по пляжному волейбол с 1999 по 2008 год.

### Регби
В 2009 году организовала тестовый матч по регби между сборными Италией и Новой Зеландии, который прошёл на Сан-Сиро.

### Футбол
Является коммерческим консультантом Итальянской федерации футбола и футбольной лиги Series B.

### Обучение
С 2010 года совместно со школой менеджмента Университета Боккони разработала «Академию спортивного бизнеса», центр спортивного менеджмента и место для встреч и нетворкинга. Инициатива, предложенная академией, включает в себя профессиональный состав, мнения лидеров мира спорта, а также профессоров школы Бокони, специализирующихся в спортивной сфере.